# Майське (Ізюмський район)
Майське — колишнє село в Ізюмському районі Харківської області, підпорядковувалося Куньєвській сільській раді.
Зняте з обліку 1977 року.
Село знаходилося на правому березі річки Мокрий Ізюмець, вище за течією за 2 км на протилежному березі — Чистоводівка, нижче за течією за 3 км — Липчанівка.

## Принагідно
- Майське
- Історія міст і сіл УРСР [Архівовано 4 лютого 2016 у Wayback Machine.]